# 埃爾津區
50°10′N 93°49′E / 50.167°N 93.817°E
埃爾津區（俄语：Эрзинский кожуун），是俄羅斯圖瓦共和國的一個区，位於共和国东南部，行政中心为埃尔津，人口8,280（2010年）。

## 历史
该区成立于1941年7月28日。1963年1月7日，该区被撤销，并入捷斯赫姆区，1965年1月12日恢复。